# Noteriades heterostictus
Noteriades heterostictus är en biart som först beskrevs av Cockerell 1936.  Noteriades heterostictus ingår i släktet Noteriades och familjen buksamlarbin. Inga underarter finns listade i Catalogue of Life.